# Александър Стависки
Серж Алекса̀ндър Ставискѝ (на френски: Serge Alexandre Stavisky) е френски измамник.
Роден е на 20 ноември 1886 година в Сапьорная слободка, днес част от Киев, в еврейско семейство, което по-късно емигрира във Франция. Занимава се с различни дейности, като за известно време управлява общинските заложни къщи в Байон и си създава множество връзки във финансовите и политическите среди. Организира мащабни сделки с облигации без реално покритие, за които е разследван от 1927 година, но без да бъде осъден.
Александър Стависки е открит прострелян на 8 януари 1934 година в Шамони, като по официални данни причината е самоубийство.
Смъртта на Стависки предизвиква шумен обществен скандал, станал известен като Афера „Стависки“, заради съмнения за връзките му с видни обществени фигури, включително в правителството, и твърдения, че политици са прикривали престъпната му дейност и дори са организирали убийството му. Животът на Стависки е основа на едноименния филм на Ален Рене с Жан-Пол Белмондо в главната роля..